# Монастырь Святых Архангелов (Призрен)
Монастырь Святых Архангелов (серб. Манастир Светих архангела, алб. Manastiri i Arkangjelit të Shenjtë) — мужской монастырь Рашско-Призренской епархии Сербской православной церкви, задужбина царя сербов и греков Стефана Душана. Расположен в 3 км от города Призрен в долине реки Бистрица.
Монастырь входит в список памятников культуры Сербии исключительного значения.

## История
Монастырь был построен в период с 1343 по 1352 год на месте древней базилики, был окружён оборонительными стенами и связан с крепостью Вишеград, расположенной выше на склонах. Монастырский комплекс включал церковь Святых Архангелов, братские корпуса, большую трапезную, библиотеку, больницу и церковь Святого Николая.
В 1355 году здесь был похоронен сербский царь Стефан Душан. В 1375 году, после примирения Сербской и Греческой церквей, в монастыре была отслужена совместная литургия и сняты анафемы с Душана и его сына Уроша, патриархов Иоанникия и Саввы. Монастырь был резиденцией патриарха Ефрема.
После турецкого завоевания Призрена в 1455 году монастырь был разграблен. Со второй половины XVI века началось постепенное разрушение обители. В 1615 году здания монастыря были разобраны на камни для постройки мечети Синана-паши.
В 1927 году были проведены археологические раскопки под руководством профессора Радослава Груича. В 1970-х годах были проведены работы по консервации фундаментов и остатков стен. В 1995 году началось возрождение монастыря. В 1998 году прибыли первые монахи. 
В 1999 году планировалось перенести сюда епархиальный центр Рашско-Призренской епархии. После окончания бомбардировок НАТО и вывода югославских войск с Косова монастырь был взят под охрану немецким контингентом КФОР. В июне албанские повстанцы похитили монаха Харитона (Лукича). 8 августа 2000 года в албанском селе Тусус было найдено его обезглавленное тело. 12 ноября 2002 года монаха Харитона похоронили в монастыре Црна-Река. Распространилось его почитание как новомученика. 
17 марта 2004 года, во время беспорядков в Косове, монастырь был разграблен и сожжён албанцами. Военнослужащие КФОР не оказали сопротивления нападавшим, но эвакуировали монахов. В апреле братия вернулась в монастырь и начала восстановление повреждённых построек.
10 мая 2011 года КФОР передало защиту монастыря косовской полиции.

## Архитектура
Монастырский комплекс занимает площадь примерно в 6500 м². Церковь Архангелов Михаила и Гавриила имела размеры 28,5 м × 16,75 м. С восточной стороны церкви были расположены три апсиды. Средняя была больше и внешне имела форму пятиугольника. Боковые были меньше и имели треугольную форму. Купол церкви был двенадцатигранным и имел в диаметре 6,4 м. С западной стороны был построен притвор. Фасад был покрыт белым и красным мрамором. Церковь Святого Николая была значительно меньше (13,2 м × 7 м) и построена в том же стиле, что и главная церковь.